# Blatnice pod Svatým Antonínkem
Blatnice pod Svatým Antonínkem (deutsch Groß Blatnitz, älter auch Groß Platnitz, Groß Blattnitz) ist eine Gemeinde in Tschechien. Sie liegt sechs Kilometer östlich von Veselí nad Moravou in der Mährischen Slowakei und gehört zum Okres Hodonín.

## Geographie
Der Wein- und Wallfahrtsort Blatnice pod Svatým Antonínkem befindet sich an dem Flüsschen Svodnice in der Marchebene. Östlich des Ortes erhebt sich der mit einer Wallfahrtskapelle Svatý Antonínek bestandene Antonínský kopec (360 m), auf den ein Kreuzweg führt. Der Hügel dient ebenso wie der südöstliche gelegene Roháč (278 m) als Weinberg. Die Gemeinde ist Kreuzungspunkt der Staatsstraße 54 zwischen Veselí nad Moravou und Nové Mesto nad Váhom mit der 71 zwischen Uherský Ostroh und Myjava. Anderthalb Kilometer westlich des Ortes führt die Bahnstrecke Nové Mesto nad Váhom–Veselí nad Moravou vorbei, an der Blatnice einen Haltepunkt hat.
Nachbarorte sind Ostrožská Lhota im Norden, Hluk im Nordosten, Blatnička im Osten, Louka im Südosten, Lipov und Tasov im Süden, Hroznová Lhota und Kozojídky im Südwesten, Veselí nad Moravou im Westen sowie Uherský Ostroh im Nordwesten.

## Geschichte
Erstmals urkundlich erwähnt wurde der Ort im Jahre 1046 durch das Kapitel in Stará Boleslav. Blatnice lag an einem Handelsweg und war Teil der Herrschaft Kunovice.
Danach wurde das Bistum Olmütz Besitzer von Blatnice und ab 1296 gehörte der Ort Ulrich II. von Neuhaus. Aus dieser Zeit ist auch der Weinbau belegt; der Wein aus Baltnice wurde bis nach Prag geliefert. Nach 1350 kam der Ort zur Herrschaft Ostrožský.
Bekannt ist der Ort für seinen Wein, den „Blatnický Roháč“, eine Mischung von Rheinländischem Riesling, Grünem Silvaner und Weißem Ruländer. Siehe hierzu auch den Artikel Weinbau in Tschechien.
Alljährlich am 13. Juni beginnt die 14-tägige Antoniuswallfahrt. Hinzu kommen noch im August ein Trachtendankgottesdienst und im Oktober der Allerseelenzug.

## Sehenswürdigkeiten
- Museum der Volkskunst
- Wallfahrtskapelle des Hl. Antonius von Padua mit Kreuzweg auf dem Antonínský kopec, errichtet nach 1650
- barocke Pfarrkirche des Hl. Andreas, erbaut 1717
- Mariensäule

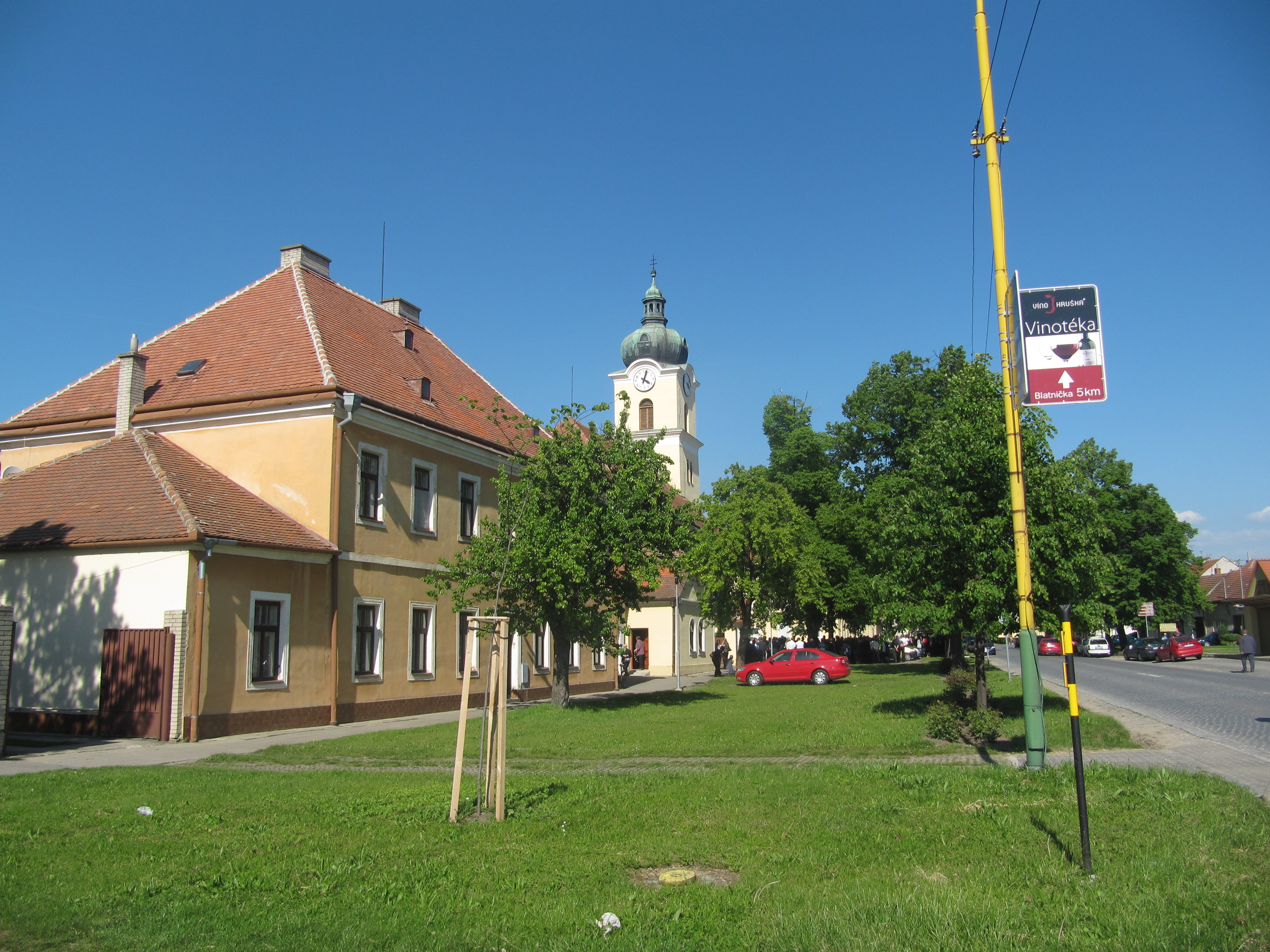
Hauptstraße
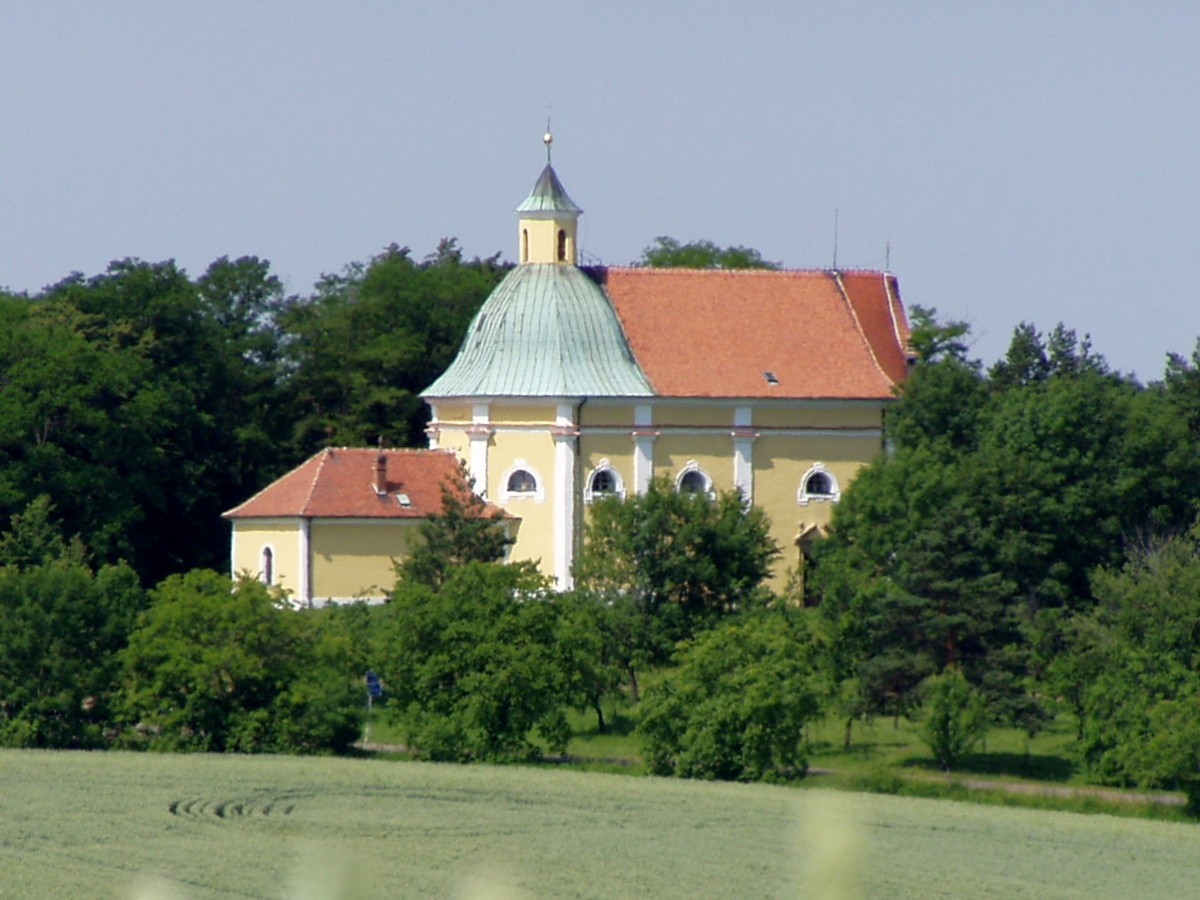
Antoniuskapelle